# William Ronald Fairbairn
William Ronald Fairbairn (ur. 11 sierpnia 1889 w Edynburgu, zm. 31 grudnia 1964 tamże) – psychoanalityk działający w Brytyjskim Towarzystwie Analitycznym w latach trzydziestych XX wieku. W jego rozumieniu celem motywacji człowieka jest zawsze więź (a nie gratyfikacja czy rozładowanie jak u Zygmunta Freuda). Uważał, że opisywane przez Melanie Klein obiekty wewnętrzne (prześladowcze, niszczące) są wynikiem realnych niepowodzeń rodzicielskich i stanowią kompensacyjny substytut relacji (relacja z obiektem wewnętrznym, a nie z realnymi ludźmi na zewnątrz). Opisywał, że człowiek uwewnętrznia niezaspakajające obiekty rodzicielskie (nieresponsywne) i przypisuje je w fantazji, jako część siebie. W ten sposób można rozumieć proces powtarzania raniących relacji i nieświadomego poszukiwania podobnych obiektów.